# General Manuel Belgrano
General Manuel Belgrano – miasto w Argentynie, w prowincji Formosa, w departamencie Patiño.
Według danych szacunkowych na rok 2010 miejscowość liczyła 4 676 mieszkańców.